# Парадокс Галілея
Парадокс Галілея — приклад, що ілюструє властивості нескінченних множин. Описаний Галілео Галілеєм у своїй науковій роботі «Дві нові науки» (1638).
Коротко: натуральних чисел стільки ж, скільки квадратів натуральних чисел, тобто у множині 1, 2, 3, 4… стільки ж елементів, скільки у множині 1, 4, 9, 16…
У своїй останній роботі «Дві нові науки», Галілей навів два судження, що суперечать один одному.
Перше: деякі числа є точними квадратами (тобто квадратами інших цілих чисел); інші ж числа такої властивістї не мають. Таким чином, точних квадратів та звичайних чисел разом має бути більше, ніж просто точних квадратів.
Друга думка: для кожного натурального числа знайдеться його точний квадрат, і навпаки — для кожного точного квадрата знайдеться цілий квадратний корінь, тому точних квадратів та натуральних чисел має бути однакова кількість.
Це один із перших, прикладів використання поняття взаємно-однозначного відображення в контексті нескінченних множин.
Галілей зробив висновок, що судити про однакову кількість елементів можна тільки для скінченних множин. У ХІХ столітті Георг Кантор, використовуючи свою теорію множин, показав, що можна запровадити «кількість елементів» для нескінченних множин (потужність множини). При цьому потужності множини натуральних чисел і множини точних квадратів збіглися (виявилося вірним друга міркування Галілея).
Парадокс Галілея вступив у протиріччя з аксіомою Евкліда, яка стверджує, що ціле більше будь-якої зі своїх власних частин (під власною частиною розуміється частина, яка не збігається з усім цілим). Також Галілей займався протиріччями у парадоксах Зенона, щоб розчистити дорогу своєї математичної теорії руху.